# Parada de Rubiales
Parada de Rubiales là một đô thị ở tỉnhSalamanca, phía tây Tây Ban Nha, cộng đồng tự trị Castile-Leon. Đô thị này có cự ly 28 kilômét so với thành phố tỉnh lỵ Salamanca và có dân số 340 người.

## Địa lý
Đô thị này có diện tích 31.59 km².
Đô thị này nằm ở khu vực có độ cao 847 mét trên mực nước biển.
Mã số bưu chính là 37419. Kinh tế chủ yếu là nông nghiệp.